# Salix longistamina
Salix longistamina — вид квіткових рослин із родини вербових (Salicaceae).

## Морфологічна характеристика
Це мале дерево. Гілочки жовтувато-коричневі, коричневі або темно-пурпурові, у молодому віці волосисті або голі. Листкова ніжка коротка; листкова пластинка довга еліптична чи еліптично-ланцетна, 3.5–5.5 × 1–2.3 см, абаксіально (верх) волосиста, адаксіально майже гола чи волохата, обидві поверхні в молодості шовковисті, край нечітко пилчастий або цільний, верхівка гостра або загострена. Чоловіча сережка 2–3 × ≈ 1.5 см. Жіноча сережка 1.5–2 см.

## Середовище проживання
Ендемік Тибету. Росте уздовж струмків, гірських схилів або культивується; на висотах ≈ 3800 метрів.